# 한국 민주화 운동사
《한국 민주화 운동사》(The History of Democratization Movement in Korea)는 민주화운동기념사업회가 2010년 5월 17일에 펴낸 책이다. 대한민국의 민주화 운동, 관련 인물을 영어권 독자들에게 알리기 위한 영문판도 존재한다. 해당 내용은 민주화운동기념사업회 누리집에서 파일 형태로 다운 받을 수 있다.

## 주요 내용
해당 책은 대한민국 민주화 운동을 1960년대 이전부터 2010년까지 10년간 끊어서 서술하고 있다. 1960년대는 4·19혁명, 6·3 시위, 3선개헌반대투쟁, 70년대에는 71년 대선, 유신체제·긴급조치에 저항하는 반유신투쟁 관련 내용이 기술되어 있다. 80년대는 서울의 봄, 5·18 광주 민주화 운동, 6월 항쟁 서술되어 있다.